# Phong đá
Phong đá (danh pháp khoa học: Acer glabrum) là một loài cây phong bản địa tây Bắc Mỹ, từ đông nam Alaska, British Columbia và tây Alberta, về phía đông đến tây Nebraska, và phía nam khắp Washington, Idaho, Montana và Colorado đến California, Arizona và New Mexico.
Phong đá cao đến 10 mét, đường kính thân cây 20–30 cm. Lá rộng 2–10 cm. Loài này được John Torrey mô tả khoa học đầu tiên năm 1828.

## Hình ảnh

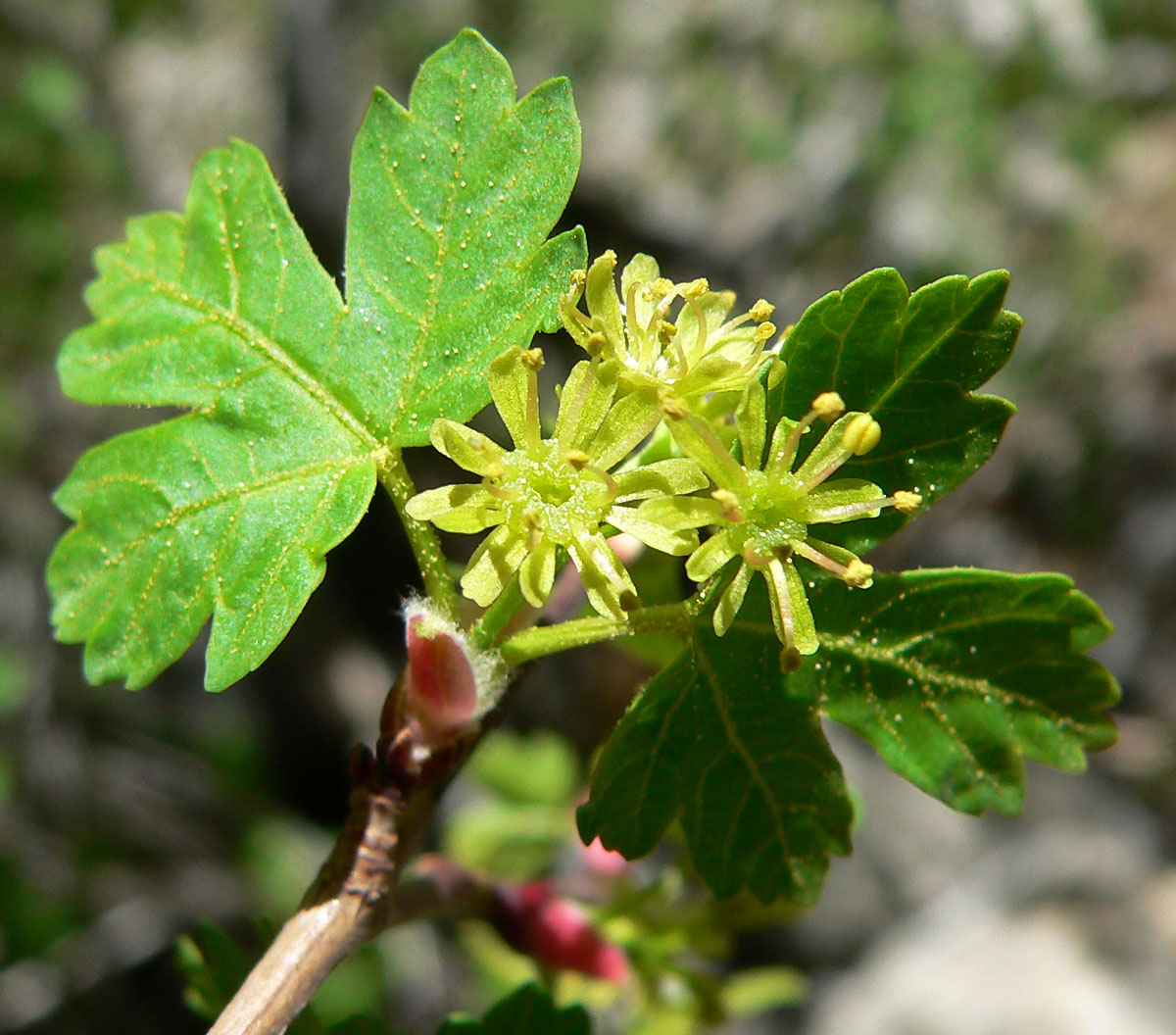
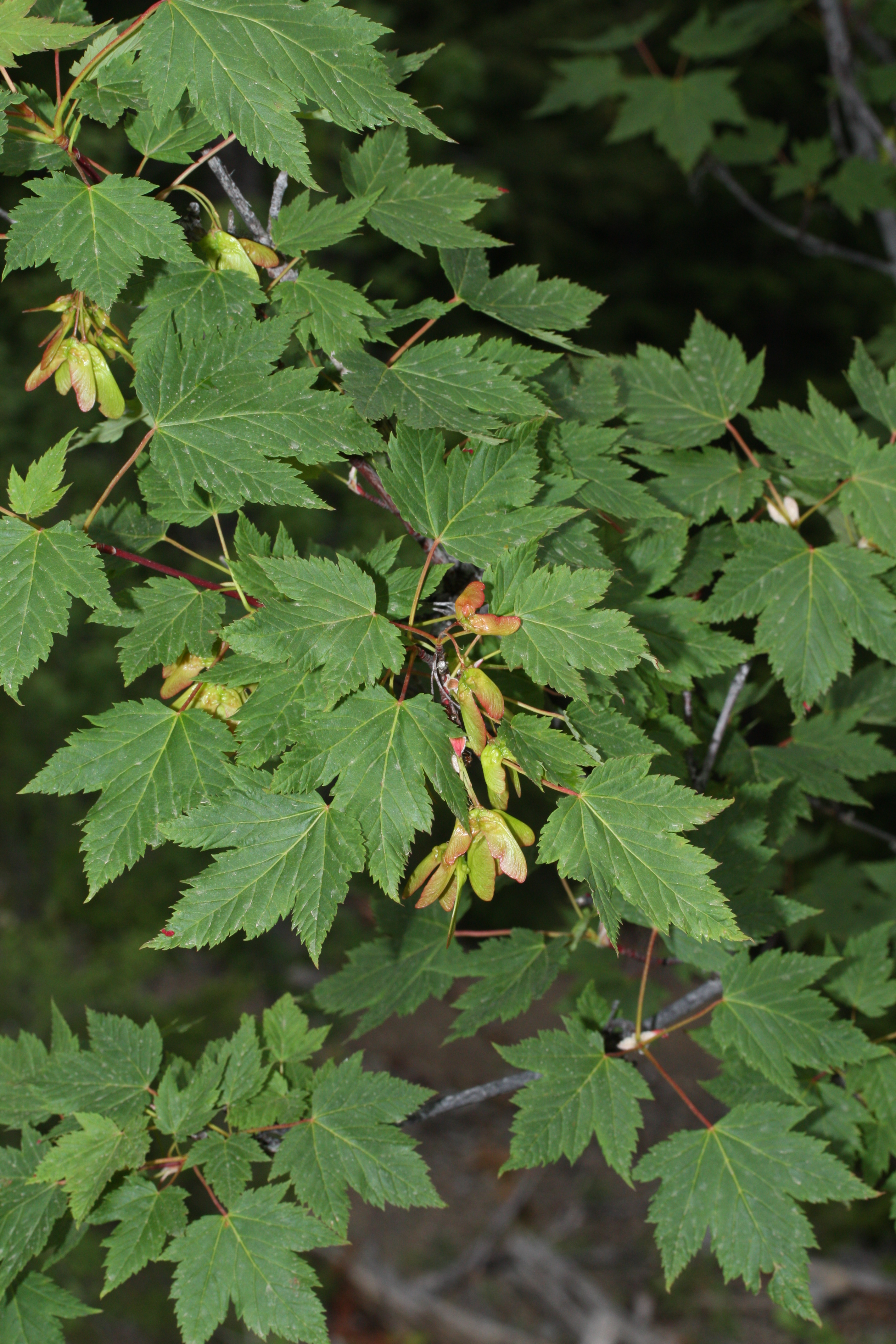
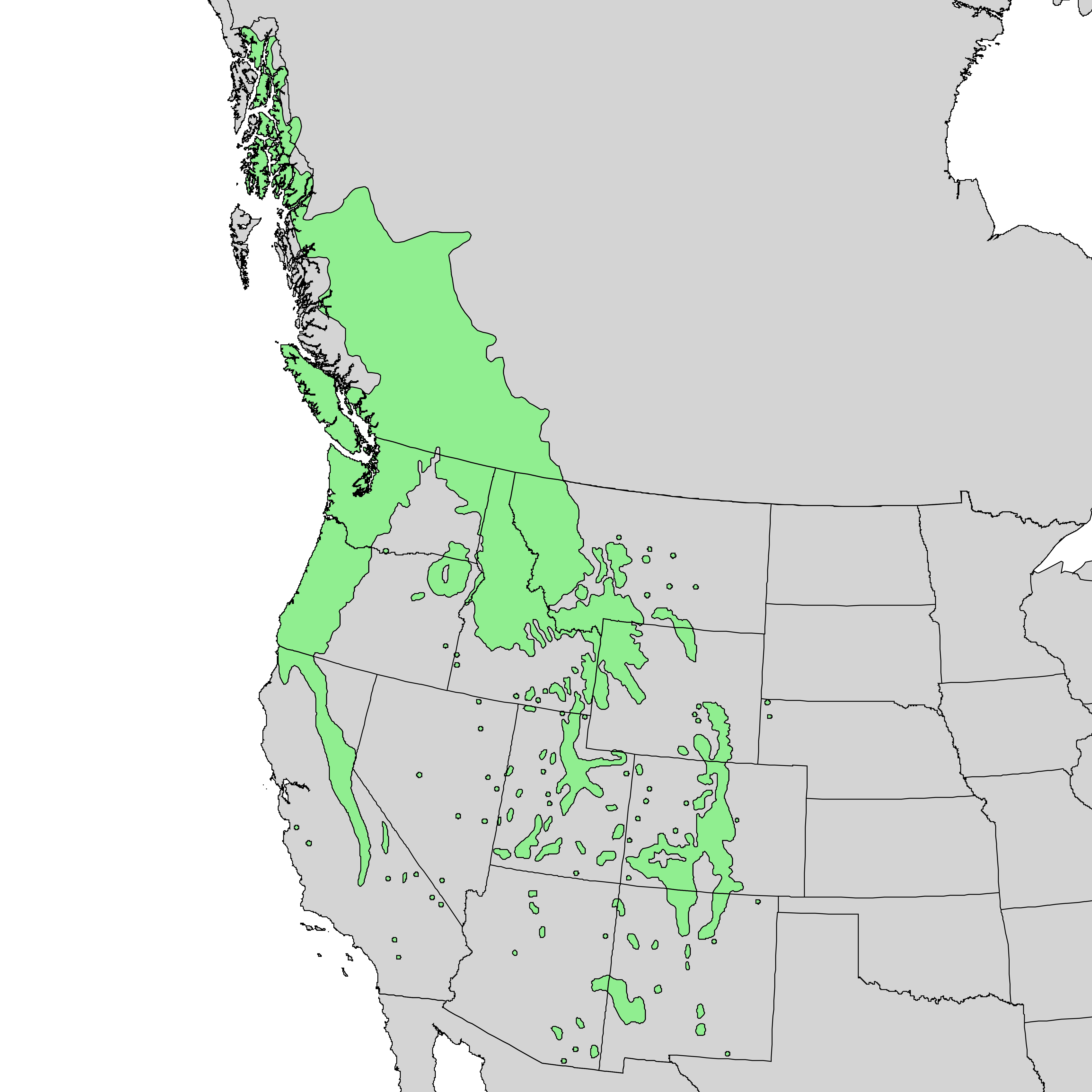
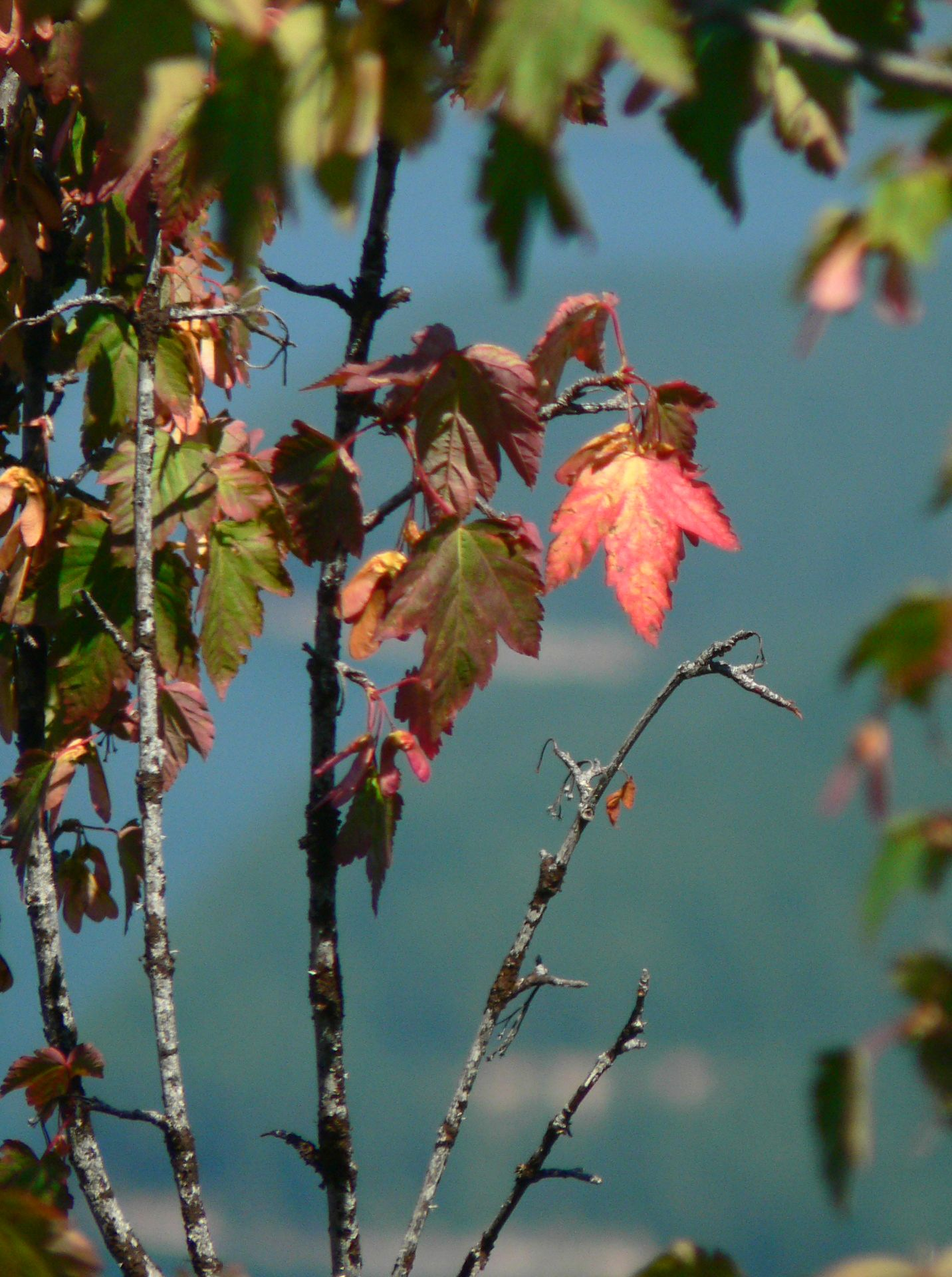
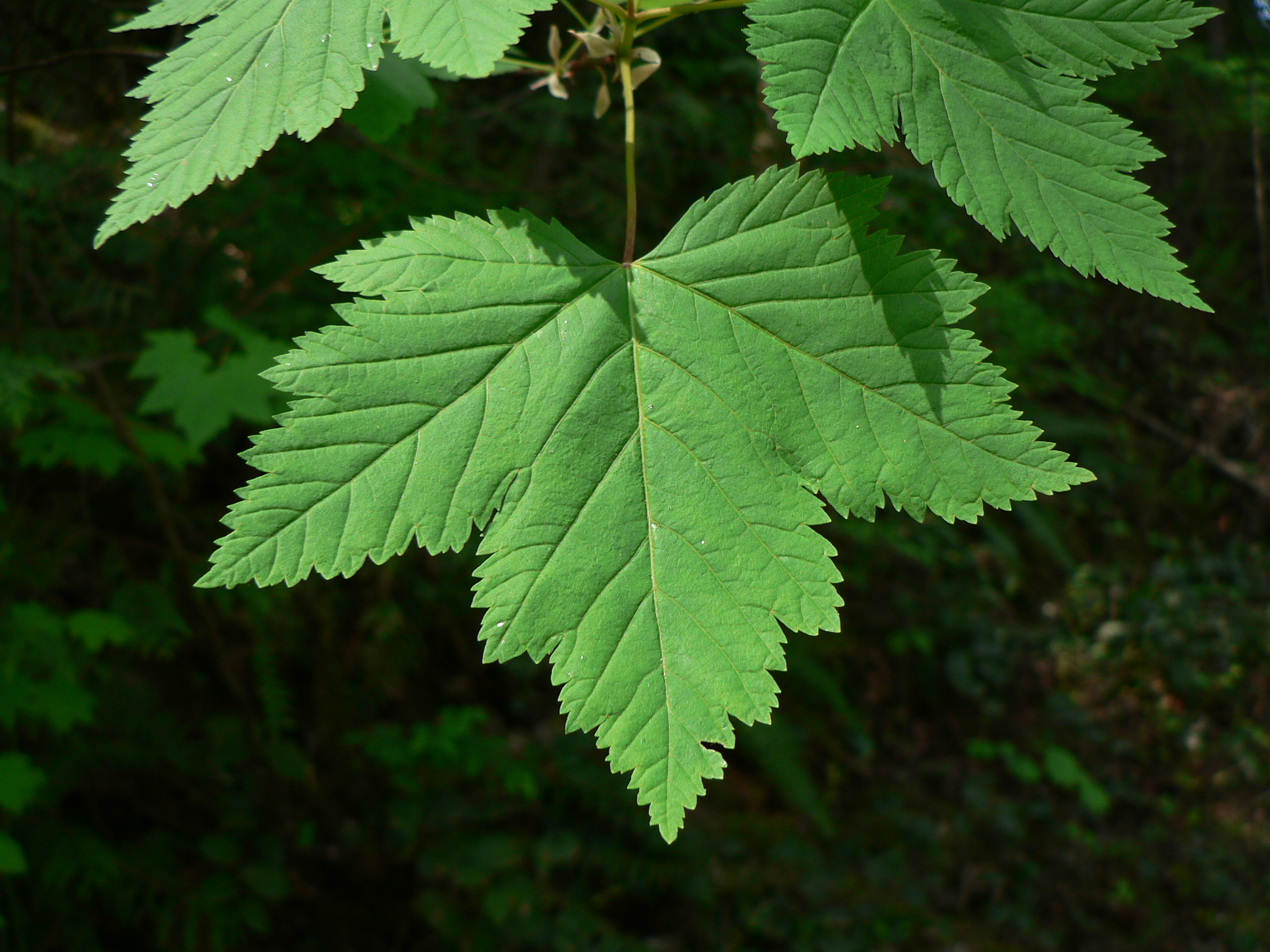
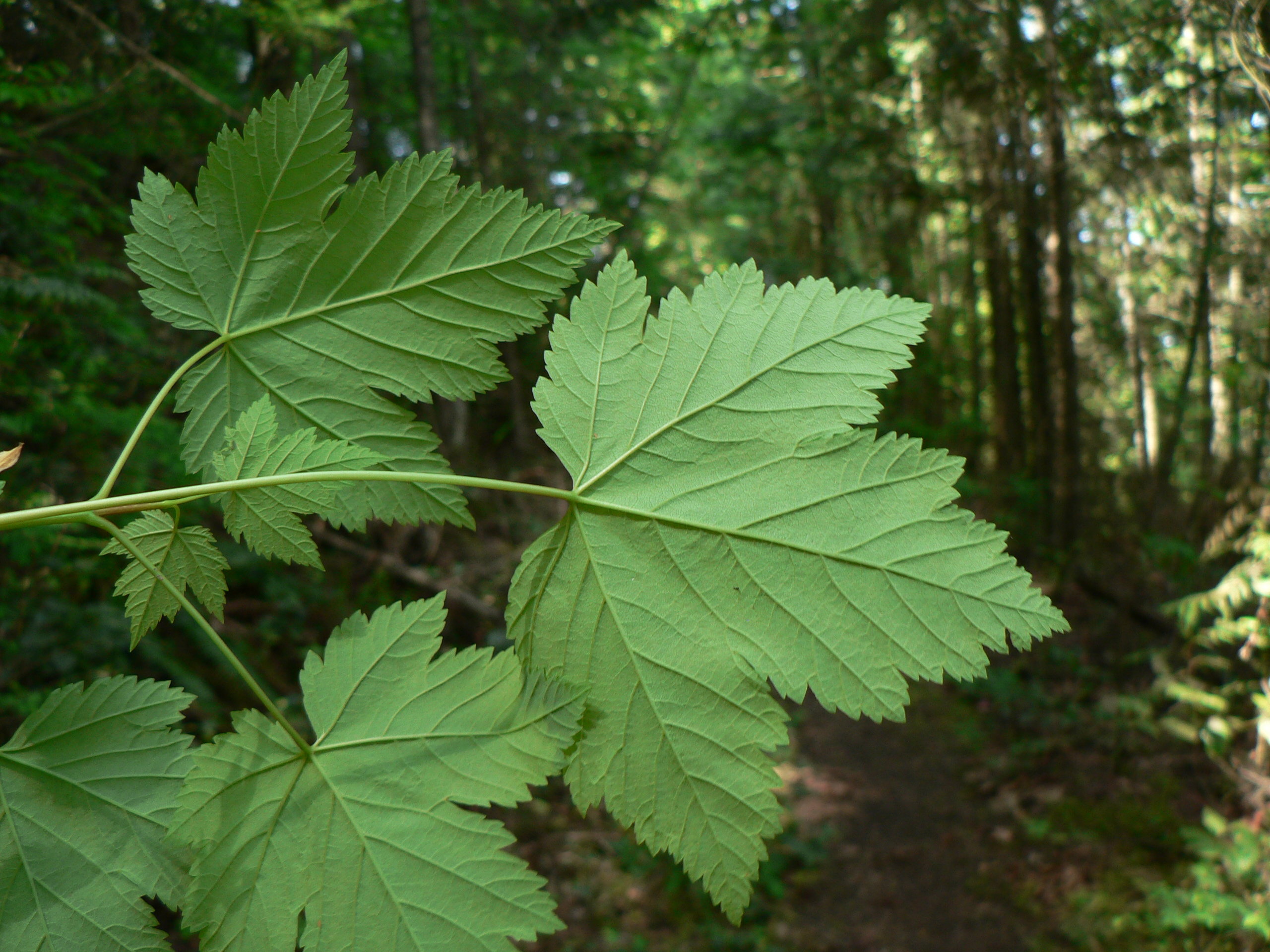
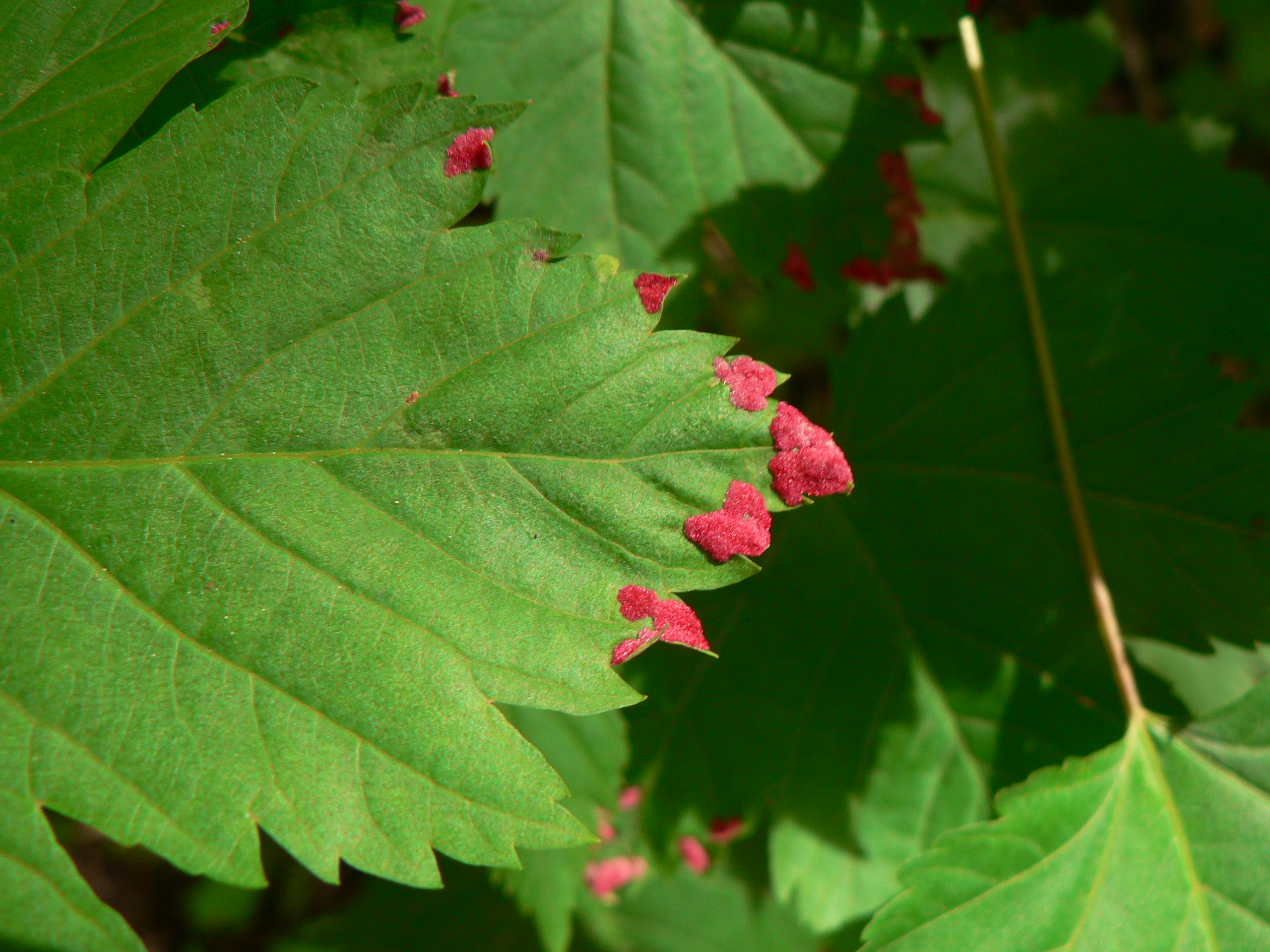
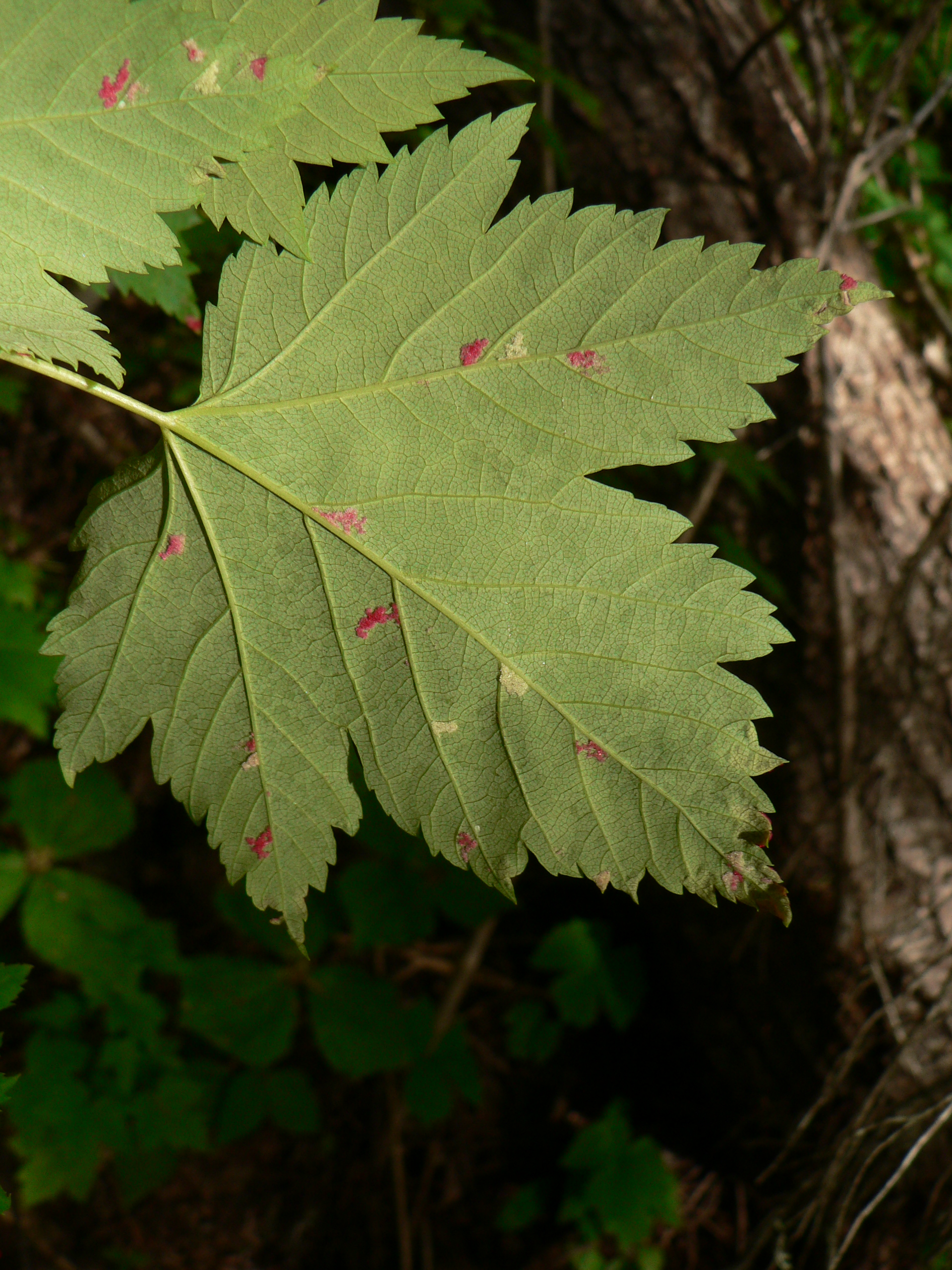